# Yes, Friends and Relatives
Yes, Friends and Relatives è una raccolta del gruppo rock progressivo Yes uscita nel 1998

## Tracce
| Nr.      | Title | Artist                  | Length   | From album                 |
| Disc one | Disc one | Disc one                | Disc one | Disc one                   |
| -------- | --- | ----------------------- | -------- | -------------------------- |
| 1        | "Owner of a Lonely Heart" | Yes                     | 3:31     | None - 1998 remake         |
| 2        | "Ice" | Rick Wakeman            | 4:50     | Time Machine               |
| 3        | "Red and White" | Steve Howe              | 3:33     | Home Brew                  |
| 4        | "Zone of O" | Chris Squire            | 5:19     | Coming Home                |
| 5        | "Up North" | Earthworks/Bill Bruford | 5:22     | Earthworks                 |
| 6        | "The Pyramids of Egypt" | Rick Wakeman            | 7:06     | Seven Wonders Of The World |
| 7        | "Roundabout" | Steve Howe              | 2:29     | Not Necessarily Acoustic   |
| 8        | "Sync or Swim" | Rick Wakeman            | 6:05     | Wakeman & Wakeman          |
| 9        | "Arthur" | Rick Wakeman            | 12:57    | Live At Hammersmith        |
| 10       | "Close to the Edge" - The Solid Time of Change - Total Mass Retain - I Get Up, I Get Down - Seasons of Man                                                                      | Yes                     | 19:40    | Keys to Ascension 2        |
| Disc two | |                         |          |                            |
| 1        | "No Expense Spared" | Rick Wakeman            | 5:30     | Wakeman & Wakeman          |
| 2        | "Say" | Jon Anderson            | 3:47     | The More You Know          |
| 3        | "Walk Don't Run" | Steve Howe              | 3:01     | Quantum Guitar             |
| 4        | "Tron Thomi" | Chris Squire            | 7:52     | Coming Home                |
| 5        | "10 Million" | Jon Anderson            | 3:39     | None                       |
| 6        | "Excerpts from Tales from Topographic Oceans" - The Revealing Science of God: Dance of the Dawn - The Remembering: High the Memory - The Ancient: Giants Under the Sun - Ritual | Steve Howe              | 9:08     | Not Necessarily Acoustic   |
| 7        | "The More You Know" | Jon Anderson            | 3:44     | The More You Know          |
| 8        | "Journey" | Rick Wakeman            | 21:26    | Live At Hammersmith        |
| 9        | "America" | Yes                     | 10:37    | Keys to Ascension 1        |